# Амфимах
Амфимах (грч. Ἀμφίμαχος) је у грчкој митологији било име више личности.

## Митологија
- У Хомеровој „Илијади“, али и према Аполодору и Паусанији, био је син Молионида Ктеата и Теронике. Био је један од Хелениних просилаца, па је тако учествовао у тројанском рату као вођа ратника из Елиде.[1] Аполодор је писао да је у рат, заједно са својим пратиоцима, довео 40 бродова, а Хигин је навео десет.[2] Убио га је Хектор.[1]
- Према Паусанији, био је краљ Елиде. Његов отац Поликсен му је дао име Амфимах, јер му је претходно наведени херој из тројанског рата био пријатељ. Амфимах је имао сина Елеја који га је наследио на престолу.[3]
- У Хомеровој „Илијади“ се помињао и Тројанац са овим именом. Предводио је људе из Карије.[4] или је према Конону био краљ Ликије[5] Био је Номионов син и Настов брат.[4] У рат је дошао окићен златом. Ахил га је бацио у Скамандар.[5]
- Према Квинту Смирњанину, такође један од учесника тројанског рата, који се борио против Тројанаца. Био је један од јунака сакривених у дрвеном коњу.[6]
- Према Аполодору, био је син микенског краља Електриона и Анаксе. Убили су га Птерелајеви синови.[3]
- Аполодор је навео два Пенелопина просиоца са овим именом. Једног из Дулихијума, а другог са Итаке.[7]
- Име Амфимах се помиње и у миту о Меликерту, односно Палемону. Он је, заједно са Донакином, тело мртвог Меликерта, а према Сизифовом наређењу, пренео у Коринт.[8]